# Wöhlerite
La wöhlerite (simbolo IMA: Wöh) è un minerale raro della classe dei "silicati e germanati". La sua composizione chimica è Na2Ca4Zr(Nb,Ti)(Si2O7)2(O,F)4, quindi, da un punto di vista chimico, è un silicato di sodio-calcio-zirconio-niobio composto in modo complesso con fluoro e ossigeno come anioni aggiuntivi. Strutturalmente, la wöhlerite appartiene al gruppo dei sorosilicati.
Con una durezza Mohs compresa tra 6 e 6,5, la wöhlerite è uno dei minerali duri che possono essere incisi con una lima d'acciaio, simile al minerale di riferimento ortoclasio.

## Etimologia e storia
La wöhlerite fu scoperta per la prima volta nella pegmatite di sienite di alcune cave, tra cui l'isola di Løvøya nel fiordo di Langesund vicino alla città di Brevik nella provincia norvegese di Telemark, e descritta nel 1843 da Theodor Scheerer (1813-1875), che chiamò il minerale in onore del chimico tedesco Friedrich Wöhler.
Il campione tipo del minerale è conservato nella collezione mineralogica dell'Istituto mineralogico-petrografico dell'Università Georg-August di Gottinga con il numero di collezione GZG. MIN.8.3.39.19.
Poiché la wöhlerite era conosciuta e riconosciuta come specie minerale indipendente molto prima della fondazione dell'Associazione Mineralogica Internazionale (IMA), essa è stata adottata dalla sua Commissione per i Nuovi Minerali, la Nomenclatura e la Classificazione (CNMNC) e si riferisce alla wöhlerite come un cosiddetto minerale "grandfathered" (G). L'abbreviazione (anche simbolo minerale) della wöhlerite, che dal 2021 è riconosciuta anche dall'IMA/CNMNC, è "Wöh".

## Classificazione
La nona edizione della sistematica minerale di Strunz, valida dal 2001 e aggiornata dall'Associazione Mineralogica Internazionale (IMA) fino al 2009, classifica anche la wöhlerite nel dipartimento dei "sorosilicati". Tuttavia, questo viene ulteriormente suddiviso in base alla struttura dei gruppi silicati, all'eventuale presenza di ulteriori anioni e alla coordinazione dei cationi coinvolti, in modo che il minerale sia classificato nella suddivisione "Gruppi Si2O7, con anioni aggiuntivi; cationi in coordinazione ottaedrica [6] e superiore", dove, insieme a baghdadite, burpalite, cuspidina, hiortdahlite, janhaugite, låvenite, marianoite, niocalite e normandite, forma il "Gruppo delle cuspidine" con il sistema nº 9.BE.17.
Tale classificazione è mantenuta identica anche nell'edizione successiva, proseguita dal database "mindat.org" e chiamata Classificazione Strunz-mindat.
Anche la classificazione dei minerali secondo Dana, che viene utilizzata principalmente nel mondo anglosassone, classifica la wöhlerite nella classe dei "silicati e germanati" e lì nella sottoclasse dei "sorosilicati: Si2O7 gruppi e O, OH, F e H2O". Qui è insieme alla cuspidina nel "gruppo cuspidina-woehlerite" con il sistema nº 56.02.04 e gli altri membri: baghdadite, burpalite, cuspidina, hainite, hiortdahlite, janhaugite, jennite, kochite, komarovite, kristiansenite, låvenite, marianoite, mongolite, natrokomarovite, niocalite, rosenbuschite e suolunite all'interno della suddivisione "Silicati del gruppo: gruppi Si2O7 e gruppi O, OH, F e H2O con cationi in coordinazione [4] o superiore".

## Abito cristallino
La wöhlerite cristallizza nel sistema monoclino nel gruppo spaziale P21 (gruppo nº 4) con i parametri reticolari a = 10,82 Å, b = 10,24 Å, c = 7,29 Å e β = 109,0°, oltre a due unità di formula per cella unitaria.

## Origine e giacitura
La wöhlerite si forma come minerale accessorio nella fase finale della cristallizzazione delle pegmatiti alcaline, ma si trova anche nelle sieniti nefeline, nelle feniti e nelle carbonatatiti. A seconda delle sue condizioni di formazione, può essere associato a molti altri minerali, tra cui egirina, albite, astrofillite, betafite, biotite, cancrinite, catapleiite, eudialite, ferroorneblenda, fluorite, laprappite, låvenite, mosandrite, nefelina, pirocloro, rosenbuschite e zircone, nonché perovskite e zirconolite contenenti niobio.
Essendo una formazione minerale rara, la wöhlerite è stata rilevata solo in pochi siti, anche se finora (alla data del 2014) ne sono noti circa 70 siti. Oltre alla sua località tipo Løvøya, il minerale si trovava anche in Norvegia in diversi luoghi del Langesundsfjord e nelle aree intorno a Bjørkedalen, Langangen e Mørje nella contea di Telemark. È stato scoperto anche in molti luoghi della provincia di Vestfold.
In Germania, la wöhlerite è stata trovata principalmente nell'Eifel vulcanico della Renania-Palatinato, anche vicino a Mendig, sul Wingertsberg e al Krufter Ofen vicino al Laacher See, nella cava "Löhley" vicino a Üdersdorf e sull'Hüttenberg nel comune di Glees. Inoltre, la wöhlerite è stata localizzata anche nella cava di Badloch sul Badberg nel Kaiserstuhl nel Baden-Württemberg.
Altre località includono Angola, Australia, Groenlandia, Guinea, Italia, Canada, Malawi, Mali, Romania, Russia, Svezia e Stati Uniti d'America (New Hampshire).

## Forma in cui si presenta in natura
Cristallizza in individui con abito tubolare, di colore giallo chiaro, grigiastro, talora bruno, da trasparenti a subtraslucidi.
La wöhlerite è da trasparente a traslucida e di solito sviluppa cristalli da spessi a prismatici e gemelli pseudorombici, ma anche aggregati granulari di colore da giallo chiaro a giallo, marrone o grigio con striature giallo chiaro. Le superfici in cristallo non danneggiate hanno una lucentezza simile al vetro, le superfici di frattura, d'altra parte, tendono ad avere una resina o una lucentezza grassa.

## Caratteristiche
Prima del tubo di saldatura in pinze di platino, Wöhlerite può essere riscaldato fino alla ricottura senza cambiare. Tuttavia, a temperature incandescenti più elevate, il minerale si scioglie in un vetro giallastro senza bolle.